# Ambroży Mieroszewski
Ambroży Mieroszewski (ur. 1802, zm. 27 stycznia 1884 w Warszawie) – polski malarz, autor pierwszego znanego portretu Fryderyka Chopina. Aktywny był w Królestwie Polskim od ok. 1829 roku.
Kolekcja portretów rodziny Chopinów sporządzona została ok. roku 1829 i ich oryginały zaginęły we wrześniu 1939 roku, a znane są jedynie z czarno-białych reprodukcji. Próby odtworzenia ich w kolorze podejmowane były w 1968 (portret Fryderyka) przez Annę Chamiec, w 1969 przez Jana Zamoyskiego (pozostali członkowie rodziny) oraz przez Jadwigę Kunicką-Bogacką (Wojciech Żywny).

## Prace

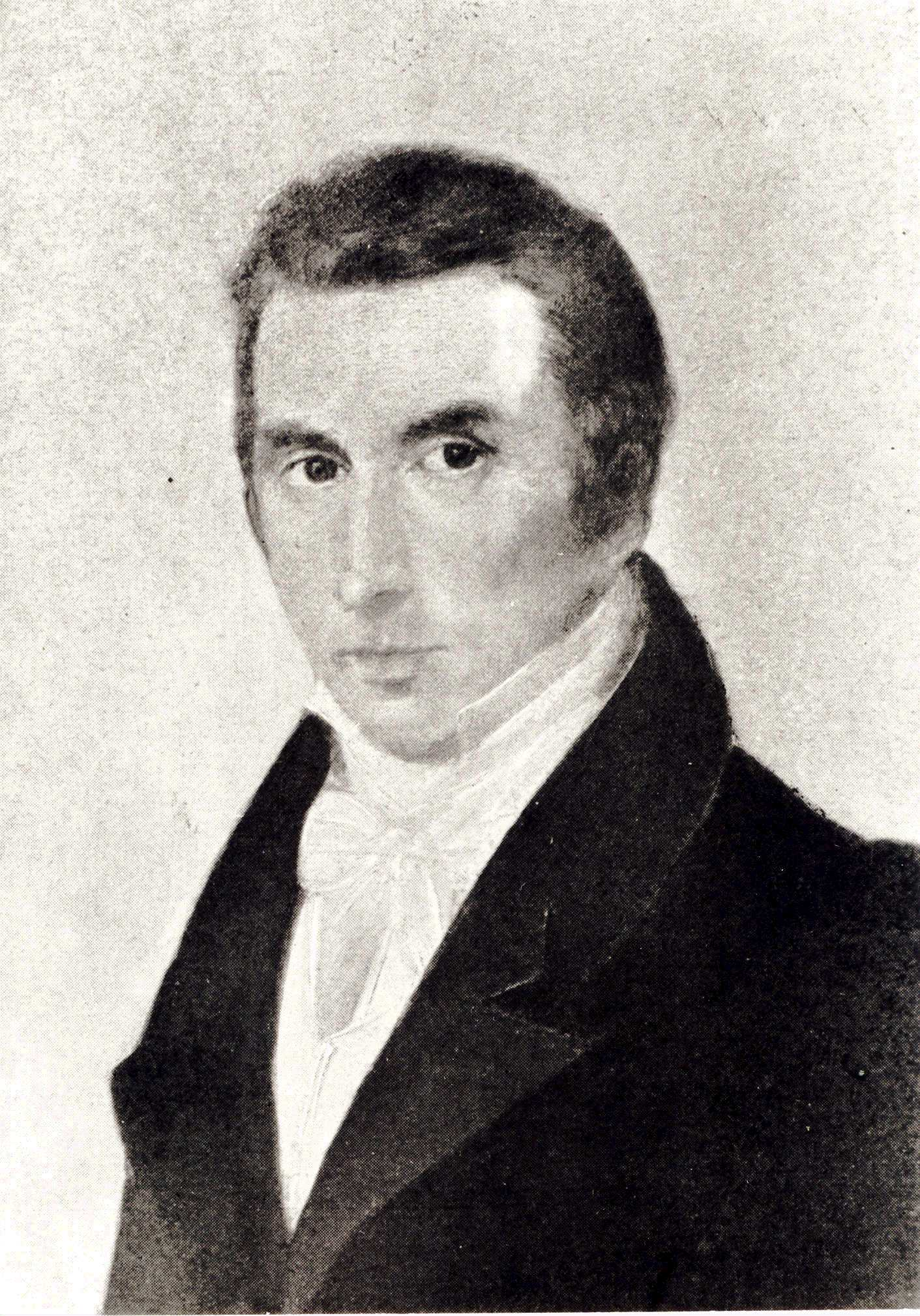
Mikołaj Chopin
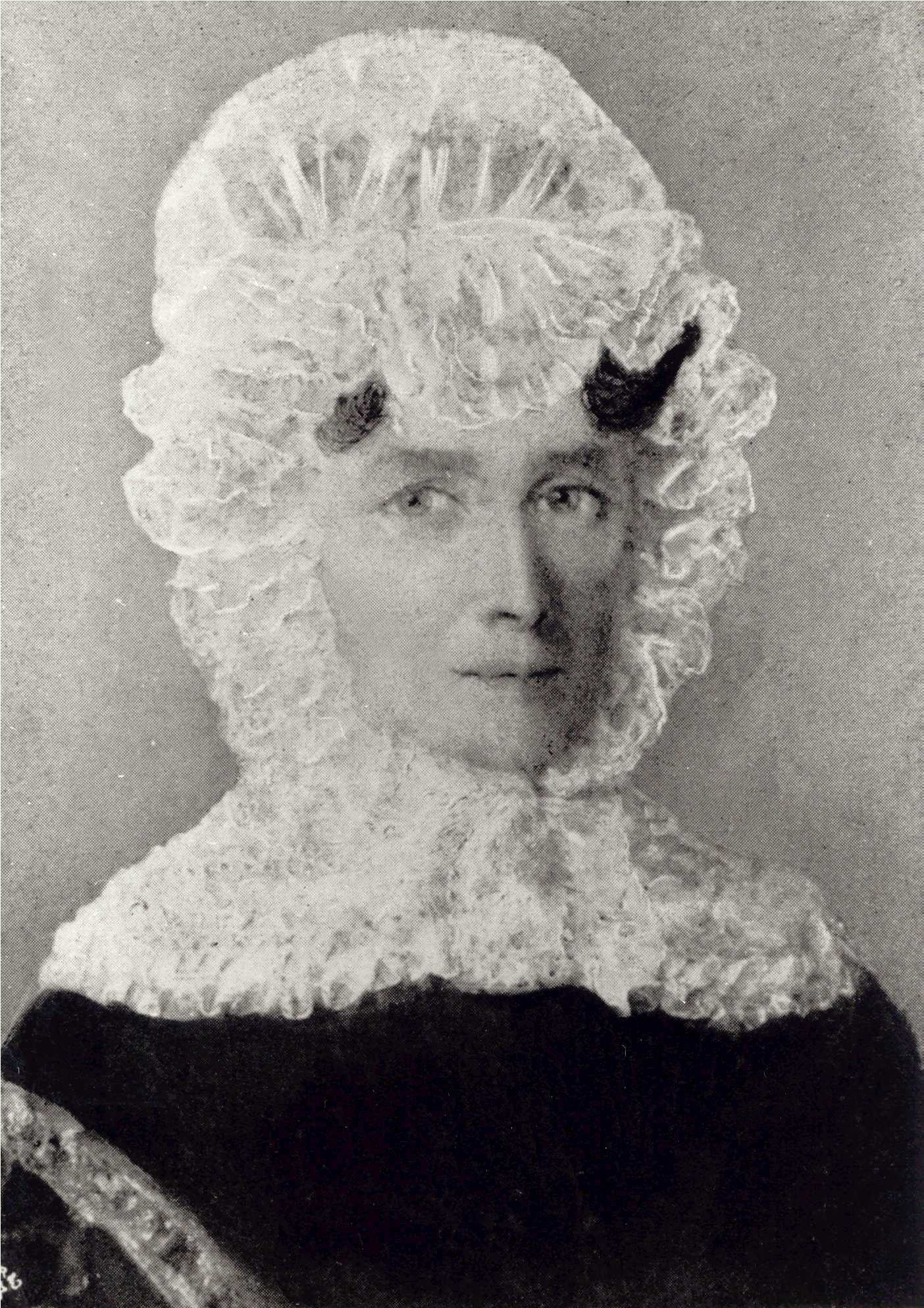
Tekla Justyna Chopin
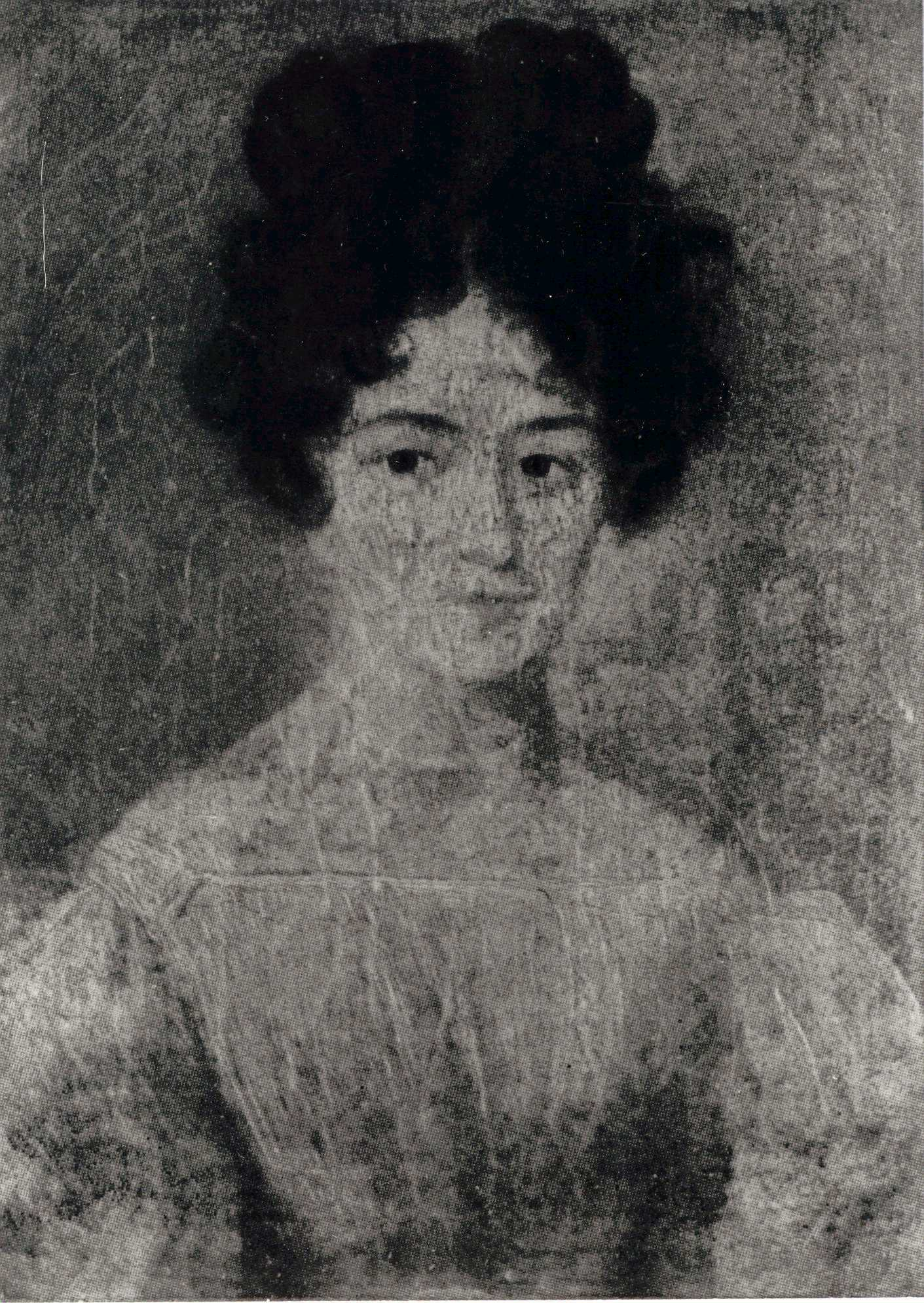
Ludwika Chopin
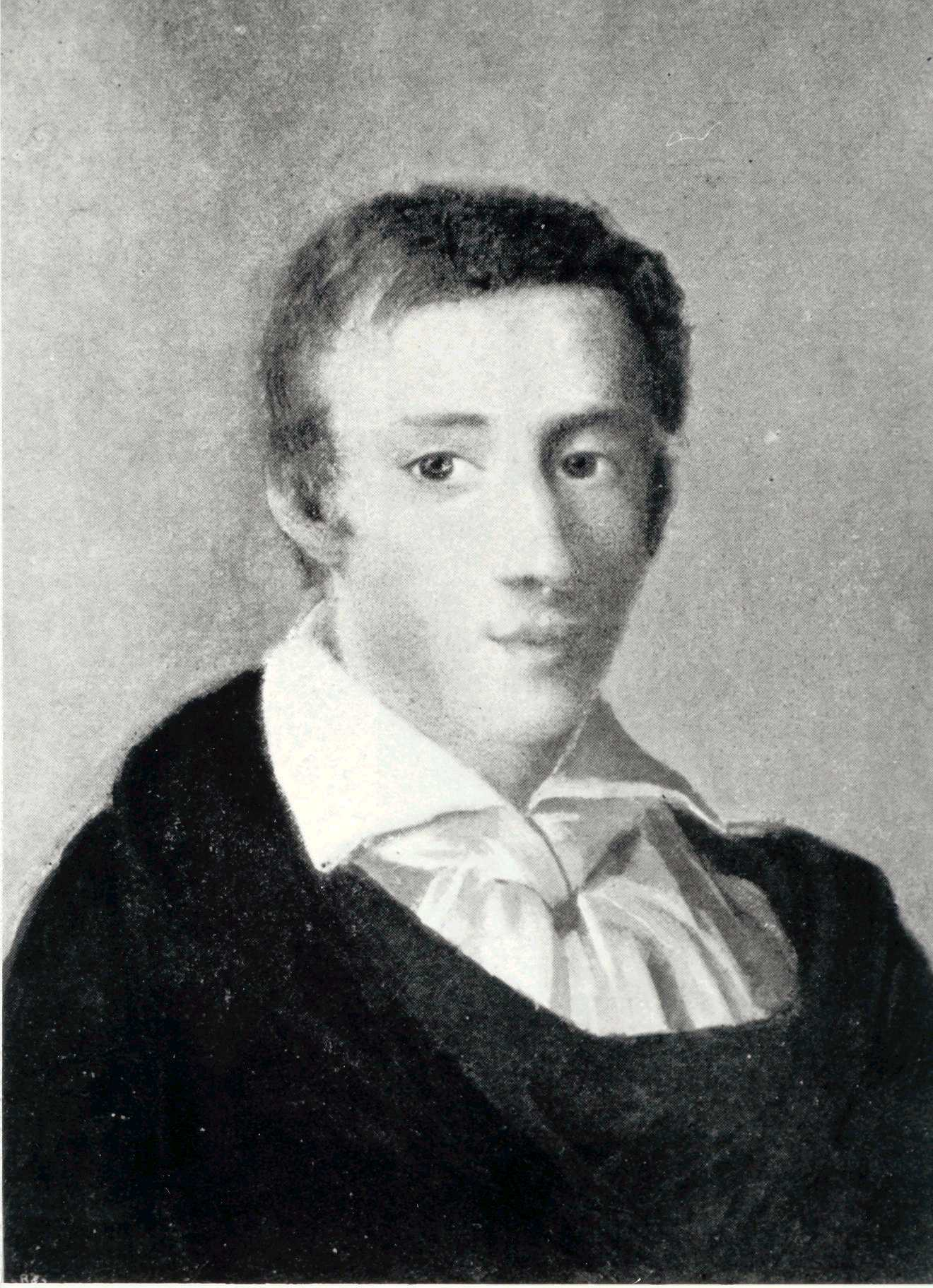
Fryderyk Chopin
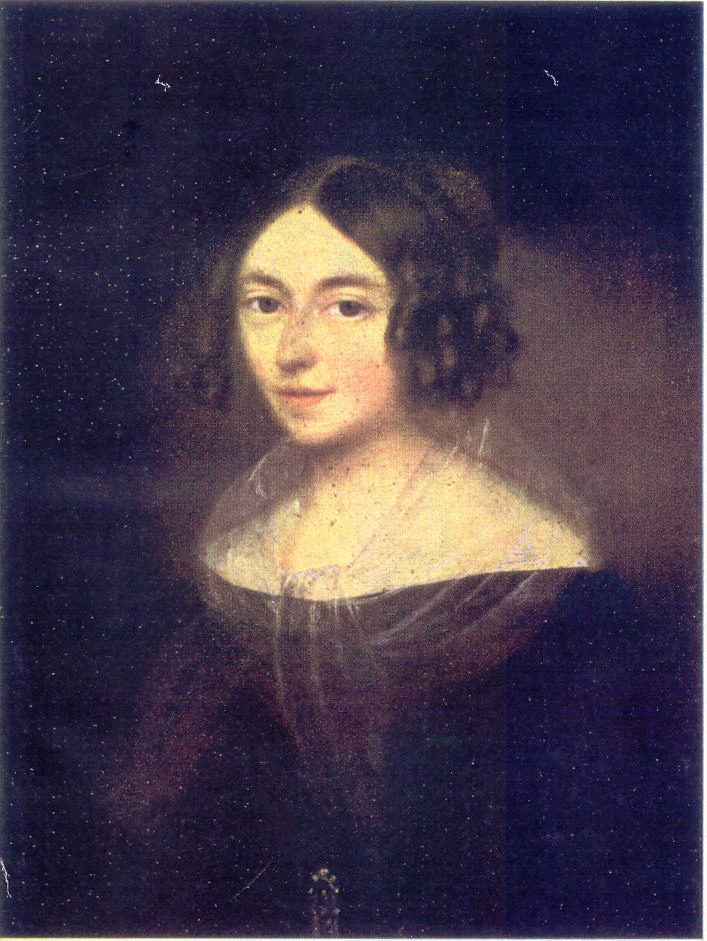
Izabela Chopin
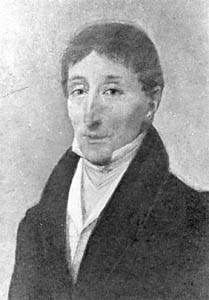
Wojciech Żywny, nauczyciel Fryderyka